# Msza świętego Sekariusza

Msza św. Sekariusza – rodzaj zabiegu magicznego; ceremonia sprawowana przez katolickiego księdza, opierająca się na mszy, według wierzeń gaskońskich chłopów sprowadzająca śmierć na osobę, w której intencji była odprawiana.
Jak pisze w Złotej gałęzi J.G. Frazer, mszę św. Sekariusza odprawić można było tylko w opuszczonych ruinach zbezczeszczonego kościoła. Rozpoczynając równo o godzinie jedenastej, ksiądz szeptał na wspak słowa mszy. W odprawianiu ceremonii miała mu służyć jego kochanka. W czasie mszy posługiwano się czarną hostią, która miała kształt trójkątny. Zamiast konsekracji wina ksiądz spożywał wodę ze studni, do której wrzucono zwłoki nieochrzczonego dziecka. Msza ta znana być miała jedynie przez niewielu księży, a tylko najbardziej zdeprawowani zgadzali się ją odprawić. Równać się to miało popełnieniu ogromnego grzechu, którego odpuszczenia mógł udzielić jedynie sam papież.